# Хабіб (співак)
Хабіб-Рахман Сабірович Шаріпов (тат. Хәбиб-Рахман Сабир Улы Шәрипов; нар. 1 червня 1990, Казань, Татарська АРСР), більш відомий мононімно як Хабі́б, — російський співак і відеоблогер. Учасник шоу «Пісні» на телеканалі ТНТ. Відомий як виконавець хітової пісні «Ягода малинка». Також співак підтримує окупацію Криму та військову агресію Росії на сході України, через що йому заборонили в'їзд до Литви

## Біографія
Хабіб-Рахман Шаріпов народився 1 червня 1990 року в Казані (Татарська АРСР).

## Дискографія
| Рік  | Назва                                  | Найвищі позиції в чартах | Найвищі позиції в чартах | Найвищі позиції в чартах |
| Рік  | Назва                                  | Top Radio & YouTube Hits | Top Radio Hits           | Top YouTube Hits         |
| ---- | -------------------------------------- | ------------------------ | ------------------------ | ------------------------ |
| 2017 | «Человек-океан»                        | —                        | —                        | —                        |
| 2018 | «Дикая»                                | —                        | —                        | —                        |
| 2018 | «Шантай»                               | —                        | —                        | —                        |
| 2018 | «Черноглазая»                          | —                        | —                        | —                        |
| 2018 | «Моё сердце с тобой»                   | —                        | —                        | —                        |
| 2018 | «Это MALFA»                            | —                        | —                        | —                        |
| 2019 | «Фосфор»                               | —                        | —                        | —                        |
| 2019 | «Яратмыйсын»                           | —                        | —                        | —                        |
| 2019 | «Недотрога»                            | —                        | —                        | —                        |
| 2019 | «Лето любовь»                          | —                        | —                        | —                        |
| 2019 | «Маяки»                                | —                        | —                        | —                        |
| 2019 | «Костры»                               | —                        | —                        | —                        |
| 2019 | «Половина моя»                         | —                        | —                        | —                        |
| 2020 | «Эйя»                                  | —                        | —                        | —                        |
| 2020 | «Дискотека»                            | —                        | —                        | —                        |
| 2020 | «Ближе»                                | нема даних               | нема даних               | нема даних               |
| 2020 | «Девчонка со двора»                    | 418                      | нема даних               | 72                       |
| 2020 | «Ягода малинка»                        | 1                        | 55                       | 1                        |
| 2021 | «Грустинка»                            | 116                      | 552                      | 46                       |
| 2021 | «Моменты»                              | нема даних               | нема даних               | нема даних               |
| 2021 | «Открытка»                             | 643                      | 715                      | нема даних               |
| 2021 | «Ягодка малинка» (разом з DJ Smash)    |                          |                          |                          |
| 2021 | «Беги» (разом з DJ Smash)              |                          |                          |                          |
| 2021 | «Разрывная»                            |                          |                          |                          |
| 2021 | «На 4 этаже»                           |                          |                          |                          |
| 2021 | «Дискотанцы» (разом з Galibri & Mavik) |                          |                          |                          |

## Премії та номінації
| Рік  | Премія        | Категорія/робота                 | Результат | Дж.           |
| ---- | ------------- | -------------------------------- | --------- | ------------- |
| 2021 | Премія RU TV  | Найкращий старт: «Ягода малинка» | Номінація | [ 9 ]         |
| 2021 | Премія МУЗ-ТВ | Прорив року                      | Номінація | [ 10 ] [ 11 ] |